# Enrico Manetti
Enrico Manetti war ein italienischer Motorradrennfahrer der 1920er Jahre, bekannt für Erfolge in der 350‑cm³-Klasse auf Maschinen von Garelli und anderen Marken.

## Rennsportkarriere
- 29. Mai 1923 – 1. Platz beim Circuito del Tortona (225 km), 350 cm³‑Klasse, in 2:23 h (Ø 94,02 km/h), auf Garelli.
- 30. Juli 1923 – 1. Platz beim deutschen Bäderrennen in Swinemünde, 350 cm³‑Klasse auf Garelli.
- 29.–30. August 1925 – 1. Platz bei der VII. Raid Nord-Sud (Mailand–Neapel), 350 cm³‑Klasse auf Frera
- 11. Juli 1926 – 1. Platz in der 175‑cm³‑Klasse des Circuito del Lario auf Ancora-Villiers.
- 1926 – Platz 2 (4:33 h) in der 350 cm³‑Klasse auf Garelli[1]